# Senado de Berlim

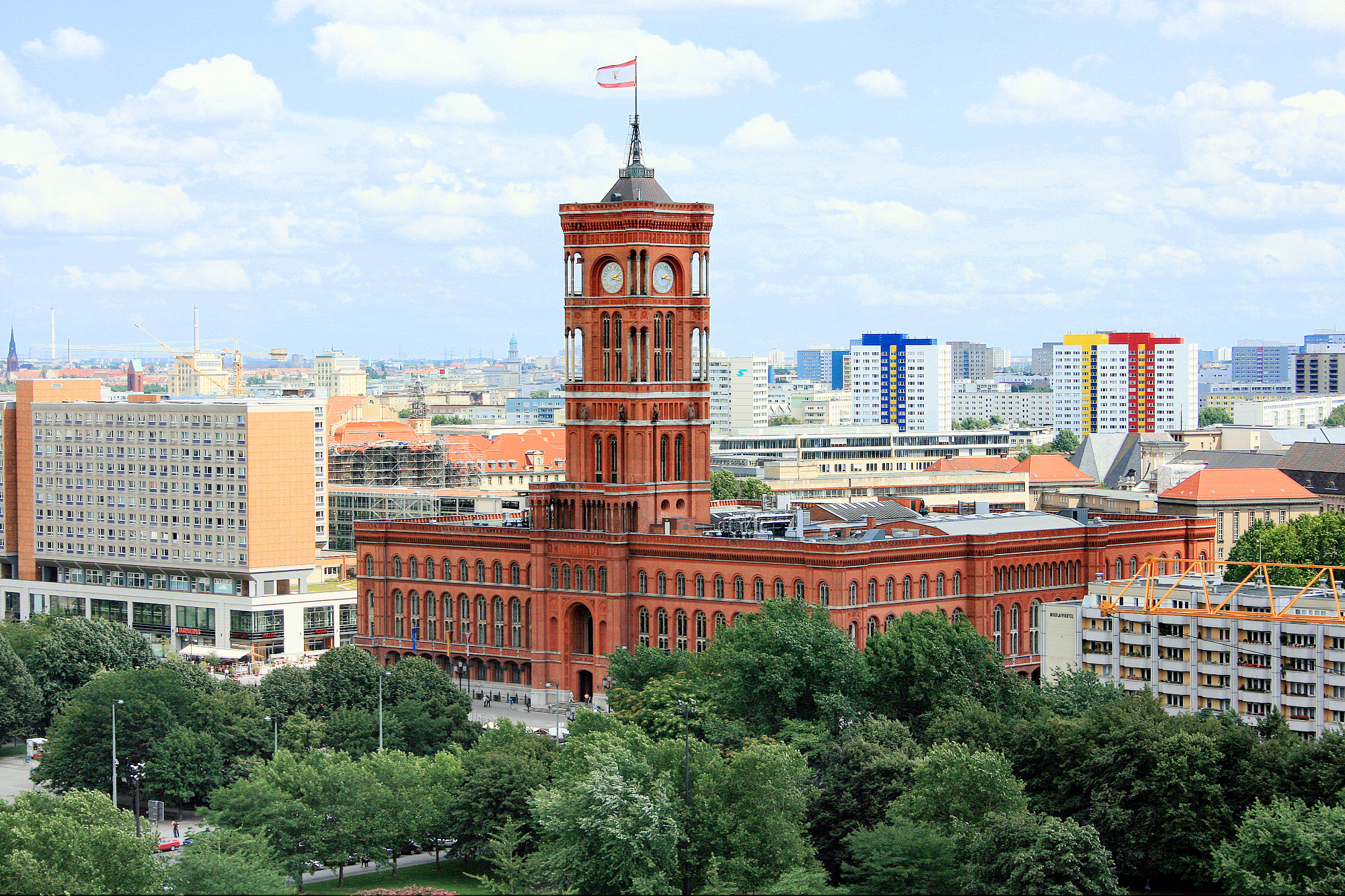
Rotes Rathaus, sede do Senado de Berlim

Senado de Berlim é o órgão executivo que governa a cidade de Berlim, que também é um estado da Alemanha. De acordo com a Constituição de Berlim, o Senado é composto pelo burgomestre-governador de Berlim (em alemão, Regierender Bürgermeister von Berlin) e por até oito senadores indicados por ele, dois dos quais são nomeados burgomestres adjuntos. O Senado se reúne semanalmente no Rotes Rathaus.

## História
Os municípios brandemburgueses de Alt-Berlim e Cölln obtiveram privilégios urbanos no século XIII e, a partir de 1307, passaram a compartilhar uma administração comum, mas foram divididos quando o eleitor subjugou a cidade (seguindo a ideia de dividir para governar) e a tornou sua cidade residencial em 1448. Em resolução final, o rei Frederico I da Prússia unificou ambas as cidades, além de outras três cidades adjacentes fundadas posteriormente, elevando-as ao status de “Capital e Cidade Residencial Real de Berlim” a partir de 1 janeiro 1710.

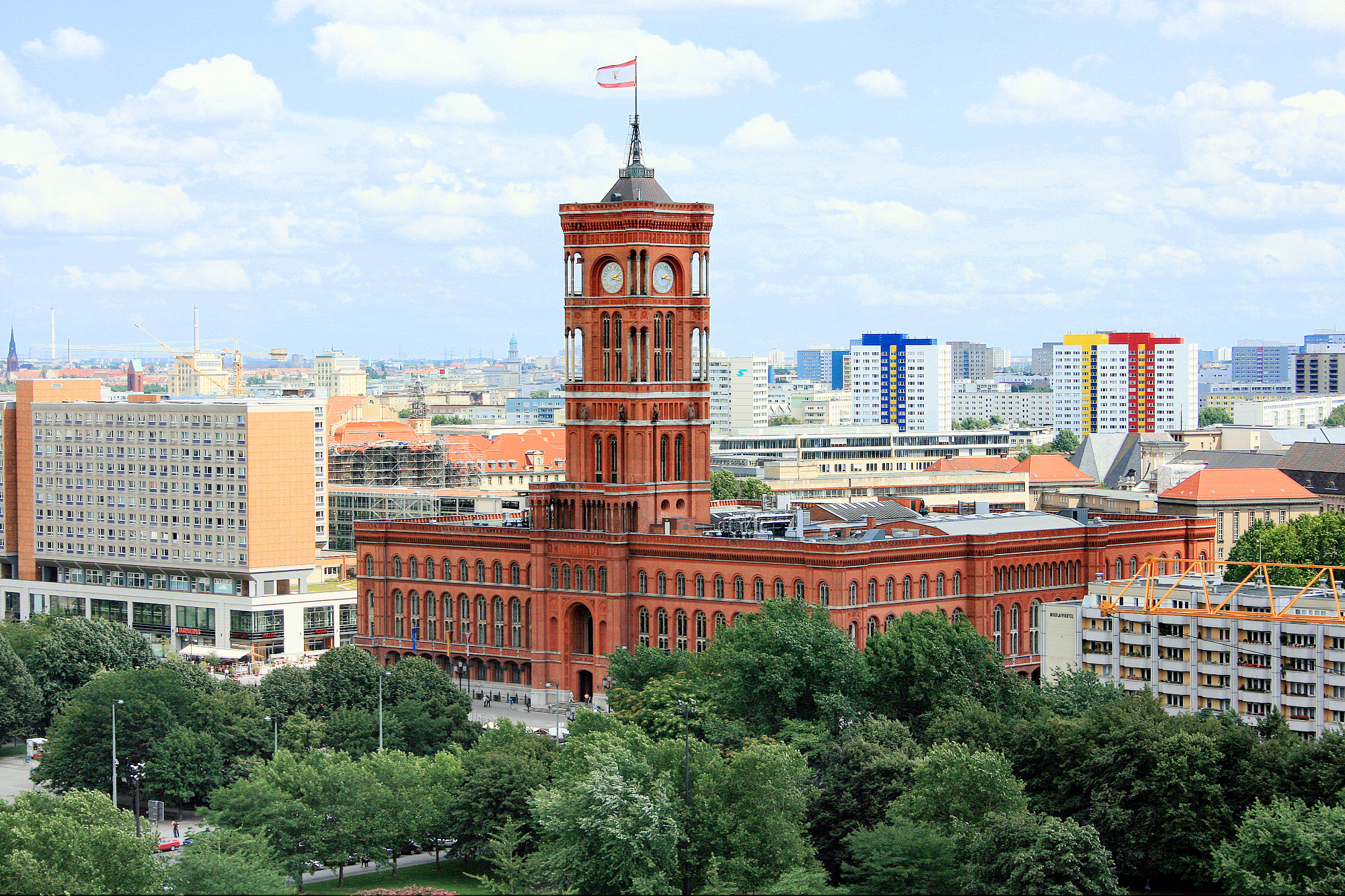
Rotes Rathaus, sede do Senado de Berlim

Das Reformas prussianas de 1808 até 1933, Berlim (expandida para a Grande Berlim em 1920) foi governada por um Magistrat (dissolvido compulsoriamente pelos nazistas em 15 março 1933), que era o comitê executivo da Stadtverordnetenversammlung (conselho municipal; que se reuniu pela última vez em 27 junho 1933), e era representado em cada um dos distritos de Berlim por um escritório local (geralmente sediado na prefeitura de um subúrbio anteriormente independente). O conselho era chefiado por um Lord Mayor ou Oberbürgermeister. O Lord Mayor Heinrich Sahm, eleito em 1931, permaneceu no cargo e ingressou no NSDAP em novembro de 1933, mas renunciou em 1935. Seu poder dependia totalmente de Julius Lippert, nomeado em 25 março 1933 como Comissário Estadual prussiano para Berlim. Assim, Berlim ficou, de fato, sob o governo final do regime nazista.
Após a derrota da Alemanha Nazista, Berlim ficaria sob governo final do Comandatura Aliada. Porém, nas eleições de 20 outubro 1946, a cidade elegeu uma Stadtverordnetenversammlung (conselho) de maioria SPD e um prefeito do SPD (Otto Ostrowski, que renunciou em 1947). O segundo prefeito eleito, o anti-comunista Ernst Reuter, foi vetado pelo comandante soviético, de modo que Louise Schroeder (SPD) ocupou o cargo apenas como prefeita interina. Os aliados ocidentais permitiram que o SPD berlinense convocasse um referendo sobre a fusão com o partido comunista para formar um partido único de esquerda, a SED, como ocorrido sob pressão na Zona de ocupação soviética da Alemanha, mas seus membros votaram contra a fusão.

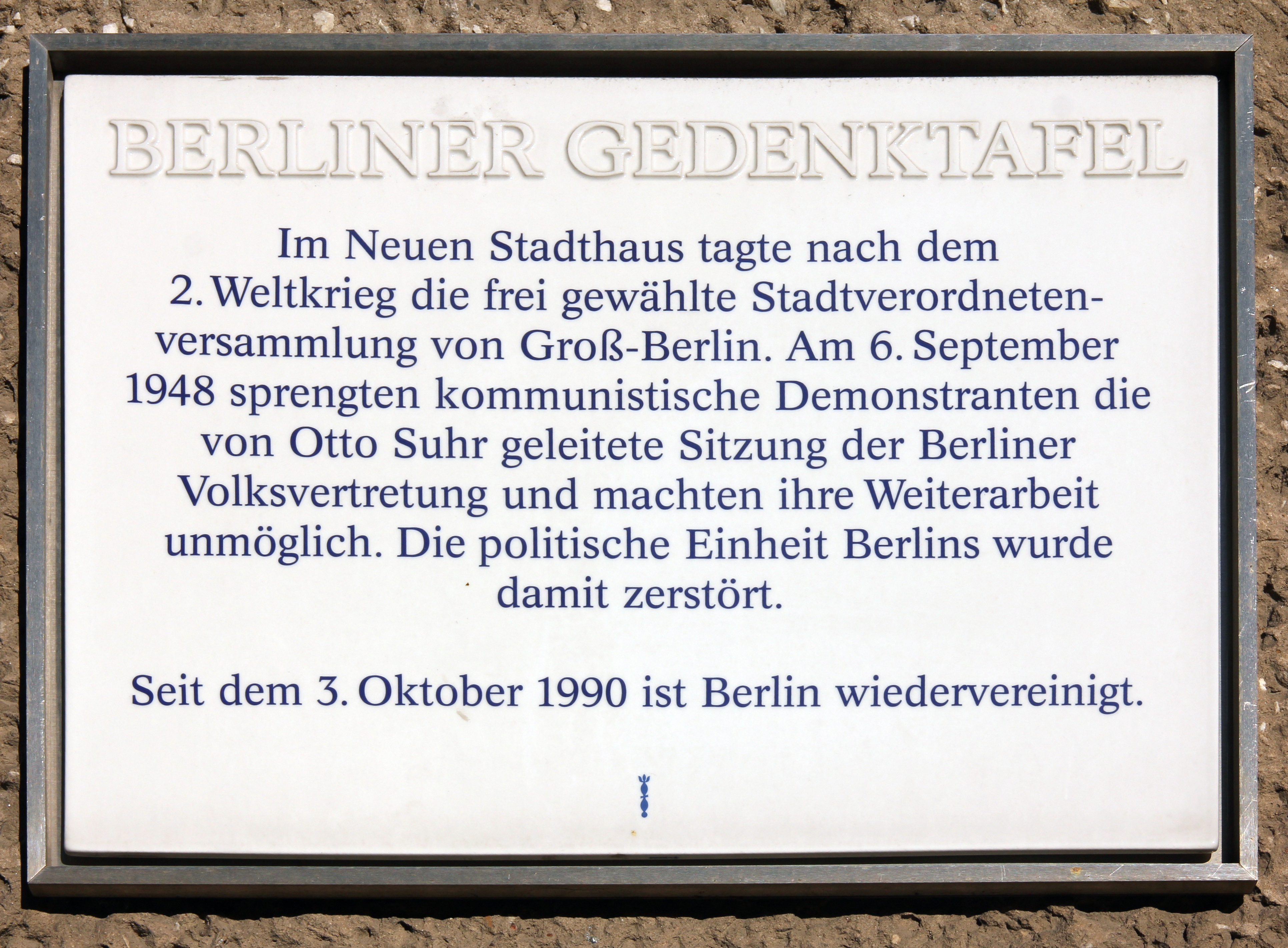
Neues Stadthaus: Placa relembrando o golpe comunista de 1948

Isso foi inaceitável aos soviéticos, que orquestraram a criação de um conselho municipal alternativo no setor sob seu controle direto. Após a Bloqueio de Berlim, o setor soviético — que se tornaria conhecido como Berlim Oriental (e capital da República Democrática Alemã a partir de outubro de 1949) — e os três setores ocidentais (britânico, francês e norte-americano) foram funcionalmente separados devido à tentativa de golpe comunista no governo municipal de Berlim em setembro de 1948 (situação formalizada pelo Acordo das Quatro Potências sobre Berlim de 1971).
Pela nova constituição de Berlim Ocidental, em vigor a partir de 1 setembro 1950, Berlim era definida como um estado integrante da República Federal da Alemanha; no entanto, devido ao veto dos Aliados, seus representantes no parlamento Bundestag (e, posteriormente, no Parlamento Europeu) não eram eleitos diretamente pela população, mas nomeados pelo parlamento berlinense (Abgeordnetenhaus) e não possuíam poder de voto, apenas assessoria nesses parlamentos. Seguindo o modelo dos dois cidade-estados hanseáticos na República Federal, Hamburgo e Bremen, estabeleceu-se em Berlim o Senado — escolhido pelos partidos representados no parlamento — para exercer as funções de governo estadual, com cada membro chefiando uma pasta, equivalente a um ministério estadual, e um Regierender Bürgermeister (Prefeito-Governador ou Executivo) no comando, além de um Bürgermeister como vice. Na constituição de 1950, o número máximo de senadores era 16, embora o primeiro senado tivesse 13.

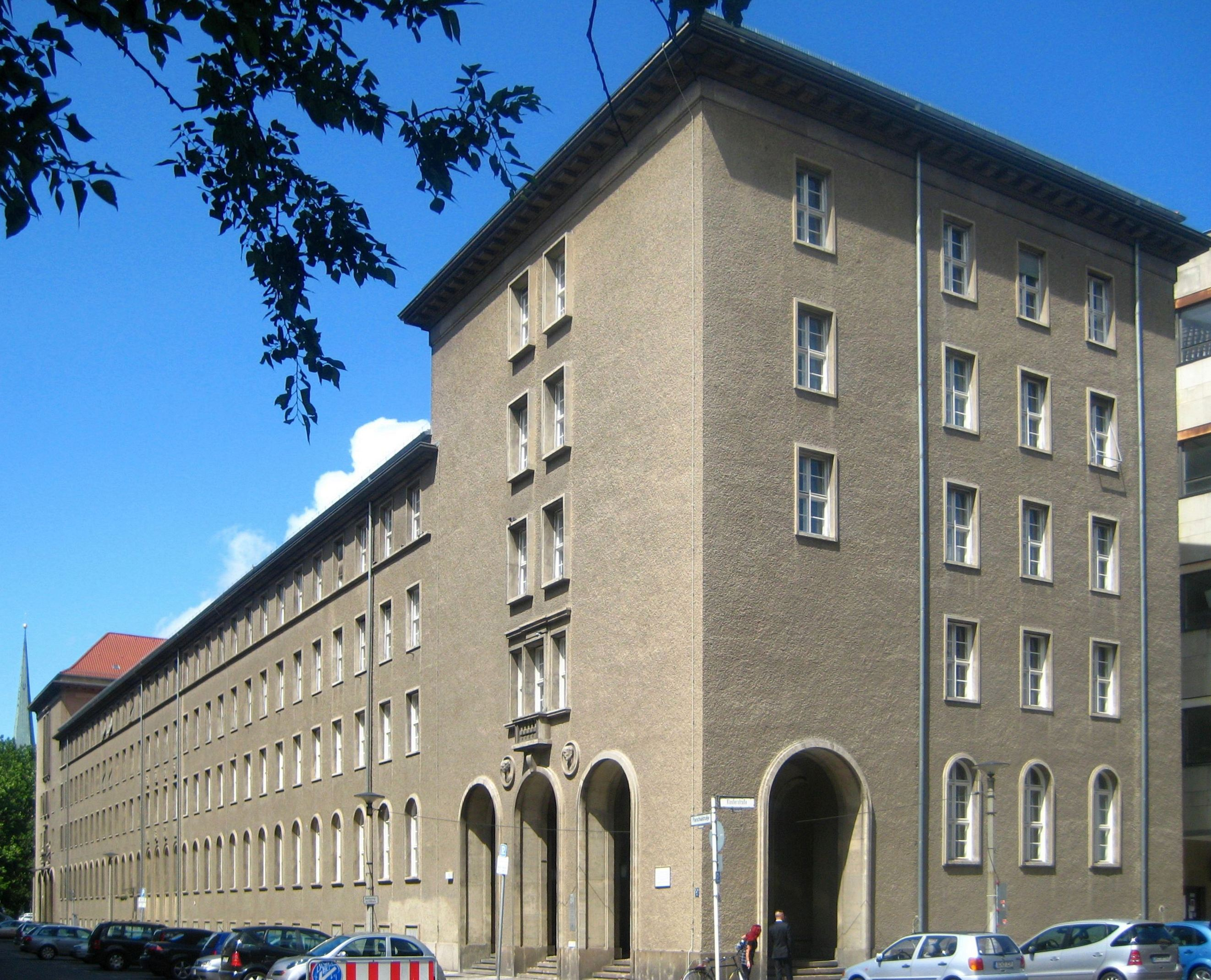
Neues Stadthaus

Assim, seguindo a tradição hanseática, o Lord Mayor era apenas primus inter pares, pois tanto ele quanto os senadores possuíam mandato eletivo, de modo que ele não podia demitir nenhum senador. No entanto, o parlamento podia destituir senadores. Até 1990, todos os prefeitos e senadores eleitos precisavam ter seus cargos confirmados pelos comandantes aliados de Berlim Ocidental. Visto que tanto o prédio usado então como prefeitura de Berlim (o  de) quanto o Rotes Rathaus (destruído e reconstruído apenas em 1956) ficavam em Berlim Oriental, o Senado se reunia na antiga prefeitura de Schöneberg — o Rathaus Schöneberg.
Durante a transição para a Alemanha reunificada em 1990, um novo Magistrat foi eleito em Berlim Oriental e um Senado, em Berlim Ocidental; juntos, eles governaram como um “governo estadual formado por Senado e Magistrat” (Landesregierung aus Senat und Magistrat), conhecido popularmente como “MagiSenat”, que inicialmente se reunia em semanas alternadas na prefeitura de Schöneberg e na Rotes Rathaus. O Oberbürgermeister (Leste) e o Regierender Bürgermeister (Oeste) chefiavam o governo em conjunto.

Com a conclusão da reunificação em 3 outubro 1990, o MagiSenat converteu-se em um único Senado de Berlim, sem necessidade de confirmação Aliada. O novo Senado foi reduzido a, no máximo, 8 membros, e agora os senadores são nomeados pelo Prefeito-Governador (emenda constitucional de 1995). Agora existem dois prefeitos-adjuntos. O senado se reúne na sala da Rotes Rathaus que foi criada originalmente para o Magistrat na década de 1950.